# Atomoscelis
Atomoscelis is een geslacht van wantsen uit de familie van de Miridae (Blindwantsen). Het geslacht werd voor het eerst wetenschappelijk beschreven door Odo Reuter in 1875.

## Soorten
Het genus bevat de volgende soorten:

- Atomoscelis asiatica (Josifov, 1979)
- Atomoscelis atthis (Linnavuori, 1971)
- Atomoscelis galvagnii (Tamanini, 1978)
- Atomoscelis halophilus (Lindberg, 1953)
- Atomoscelis modesta (Van Duzee, 1914)
- Atomoscelis noualhieri (Reuter, 1902)
- Atomoscelis onusta (Fieber, 1861)
- Atomoscelis pictifrons (Ribes, Pagola-Carte & Heiss, 2008)
- Atomoscelis pubescens (Nonnaizab, 1992)